# Брудек
Брудек (пол. Bródek) — село в Польщі, у гміні Лабуне Замойського повіту Люблінського воєводства. Населення — 256 осіб (2011).

## Історія
За даними етнографічної експедиції 1869—1870 років під керівництвом Павла Чубинського, у селі переважно проживали польськомовні римо-католики, меншою мірою — греко-католики, які також розмовляли польською.
У 1975—1998 роках село належало до Замойського воєводства.

## Демографія
Демографічна структура станом на 31 березня 2011 року:
|          | Загалом | Допрацездатний вік | Працездатний вік | Постпрацездатний вік |
| -------- | ------- | ------------------ | ---------------- | -------------------- |
| Чоловіки | 127     | 28                 | 83               | 16                   |
| Жінки    | 129     | 23                 | 81               | 25                   |
| Разом    | 256     | 51                 | 164              | 41                   |